# トーラス・レイジングブル
トーラス・レイジングブル（英：Taurus Raging Bull）は、ブラジルのトーラス社（タウルス社）が開発した大型リボルバーである。なお、「レイジングブル」は、「怒れる牡牛」を意味する。

## 概要
トーラス社は、元々S&W社のリボルバーやベレッタ社のオートマチックピストルをライセンス生産する下請企業であった。しかし、近年ではポリマーやチタニウムなどの新素材を用いてオリジナルデザインの銃を開発することで成功を収め、知られるようになった。その代表作が1990年代の終わり頃に発売された本銃であり、さまざまなバリエーションが存在する。
それまで強力な威力に比例して反動が強烈過ぎることから実用的とは言いづらかった.454カスール弾を比較的低反動での射撃が可能として発売された本銃は、アメリカの市場でそれほど高額でない価格設定も相俟ってよく売れ、トーラス社をアメリカ市場において無視できないほどの巨大な企業に成長させるきっかけの一つとなった。

## 特徴
銃全体はステンレス製となっているうえ、強力なマグナム弾の発射に耐えられるようにシリンダーは前後のラッチ2点でロックするシステムとなっており、放熱冷却用のベンチレーテッドリブが設けられている。
その反動を軽減するためにフルレングスアンダーラグを持たせ、大きく「RAGING BULL」と刻まれた豪壮なバレル先端部に計8か所の穴を開けたエクスパンションチャンバー、フィンガーチャンネル、赤いバックストラップの備わった反動を吸収する黒いラバーグリップを採用しており、サイトはフロントサイトが精密射撃に適したパートリッジタイプ、リアサイトが上下左右の微調整が可能なアジャスタブルタイプとなっている。
そのほか、ハンマーの後部に鍵穴を設け、付属のキーを使ってロックすることでキーの所持者以外は使用できないなど、安全面に関しても工夫が施されている。

## バリエーション
| モデル                              | 使用弾薬                | 装弾数 | 備考                     |
| ----------------------------------- | ----------------------- | ------ | ------------------------ |
| Model 22H（レイジング・ホーネット） | .22ホーネット弾         | 8      | -                        |
| Model 30C（レイジング・サーティ）   | .30カービン弾           | 8      | 生産中止                 |
| Model 218（レイジング・ビー）       | .218ビー弾              | 8      | -                        |
| Model 223（レイジング・223）        | .223レミントン弾        | 7      | -                        |
| Model 416                           | .41レミントンマグナム弾 | 6      | -                        |
| Model 444 （Ultralite）             | .44マグナム弾           | 6      | Ultraliteは4インチモデル |
| Model 454                           | .454カスール弾          | 5      | -                        |
| Model 480                           | .480ルガー弾            | 6      | 生産中止                 |
| Model 500                           | .500S&W弾               | 5      | 生産中止                 |

## 登場作品

### 映画
『WASABI』
主人公のユベールが、同僚のモモが持ってきた.357マグナム弾仕様を使う。

### ゲーム
『Just Cause』
「Holdt R4 Pitbulls」の名称で登場する。主人公、リコの標準装備であり、常に二丁拳銃で使用する。
『Just Cause 2』
「Rico's Signature Gun」の名称で登場する。銃身の下に小型グレネードランチャーが装着されているが、使用できない。
『アンチャーテッド 砂漠に眠るアトランティス』
ゲーム中盤から登場し、一撃で軽装備の敵を倒せる威力を有する。他のピストルにはない特徴としてスコープを標準装備しており、狙撃銃感覚で扱える。リボルバー式ピストルの中では一番手に入れやすい。
『吸血殲鬼ヴェドゴニア』
レイジングブル・マキシカスタムとして、マフラー上のマズルブレーキにバヨネットやミートマレット状の近接戦闘向けの装備が追加された、常人には扱えない吸血鬼専用の武器として登場している。
『グランド・セフト・オートV』
「ヘビー・リボルバー」の名称で登場する。
『コール オブ デューティ ゴースト』
「.44 Magnum」の名称で登場する。作動方式がキャンペーンではダブルアクションだが、マルチプレイではシングルアクションになっている。また、モデリングが.454カスール弾仕様になっている。
『バイオハザード ダークサイド・クロニクルズ』
「マグナム」という名前で登場する。
『バトルフィールドシリーズ』
『BF3』
「.44MAGNUM」という名称で登場。
『BF4』
「.44MAGNUM」という名称で登場。
『BFH』

### 小説
『緋弾のアリア』
妖刕が.454カスール弾モデルを使用。通常弾薬のほかに何度かダムダム弾も発砲している。